# 朱偕㳘
韓悼王朱偕㳘（1455年—1474年），明朝第六代韓王，惠王朱徵釙的庶第二子。他在成化元年（1465年）受封廣安王，成化五年（1469年）晉封韓王，他在位五年，在成化十年（1474年）去世，只有三岁的庶子朱旭桧。本应由朱旭桧袭封韩王，但兩年後（成化十二年，1476年）因朱旭桧已经夭折，朱偕㳘无后，由弟彰化王朱偕灊嗣位。
| 無 原因：明政府封之 | 明廣安國國王 1465年—1469年 | 無 原因：襲封韓藩國，封國廢除 |
| 前任： 父惠王朱徵釙 | 明韓國國王 1469年－1474年  | 繼任： 弟康王朱偕灊           |